# One Man and His Droid
One Man and His Droid è un videogioco pubblicato a basso costo da Mastertronic nel 1985 per Amstrad CPC, Commodore 64 e ZX Spectrum e nel 1986 per Atari 8-bit e Commodore 16.
Il gioco consiste nel radunare, come fossero un gregge di pecore, animali alieni chiamati ramboid (dall'inglese ram = ariete), utilizzando un robot al posto del cane da pastore; il titolo ("un uomo e il suo droide") è una parodia del programma televisivo britannico One Man and His Dog, che rappresentava competizioni canine di raduno greggi.
La rivista Zzap!64 11 apprezzò molto la colonna sonora di Rob Hubbard della versione Commodore 64.

## Modalità di gioco
Il gioco si svolge in una serie di 20 livelli, ciascuno una caverna con pareti di mattoni popolata di ramboid da radunare; si può ripartire dai livelli più avanzati tramite password.
La finestra di gioco principale mostra il droide su uno scenario bidimensionale a scorrimento multidirezionale, con visuale di profilo. Il giocatore controlla direttamente il droide e il primo obiettivo è raggiungere la posizione di partenza, attraversando un percorso a ostacoli tra i ramboid, dopodiché si inizia con la caverna vera e propria.
Una stretta finestra a lato dello schermo mostra i 7 tipi di ramboid in fila in ordine casuale; per completare un livello, bisogna portare a una casella di teletrasporto tutti i 7 ramboid, di cui almeno 4 nell'ordine indicato, prima che scada il tempo.
Il droide può operare in quattro possibili modalità, mostrate da quattro icone alla base dello schermo, di cui quella attualmente attiva evidenziata da una barra lampeggiante. Le quattro modalità sono:
- Volo: il normale sistema di trasporto a razzo, permette al droide di muoversi nelle quattro direzioni.
- Tana: il droide può muoversi solo orizzontalmente sulle piattaforme o cadere verso il basso, ma quando vuole può affondare nel primo strato di pavimento, per poi riemergere, senza lasciare buchi nella terra.
- Tunnel: movimento solo orizzontale o caduta, ma si può alterare la caverna scavando ampie gallerie orizzontali.
- La quarta modalità mostra le attuali posizioni di tutti i ramboid rimasti nell'area.

I ramboid vagano in modo lineare e prevedibile, e se incontrano un ostacolo, come una parete o il droide, si limitano a cambiare direzione. Il droide quindi li guida parandoglisi davanti, schivandoli, o scavando percorsi.

## Seguito
L'autore originale Clive Brooker scrisse anche un seguito per ZX Spectrum nel 1991, One Man and His Droid II, ma lo Spectrum era ormai fuori commercio e non trovò un editore; Brooker lo pubblicò gratuitamente su Internet nel 2001.